# سارا همفريز
سارا همفريز (بالإنجليزية: Sara Humphreys)‏ (10 ديسمبر 1969)؛ ممثلة وروائية أمريكية.